# Jean-Pierre Eychenne
Jean-Pierre Eychenne (geb. vor 1969) ist ein Maskenbildner.

## Leben
Eychenne begann seine Karriere im Filmstab 1969 bei François Truffauts Cornell-Woolrich-Verfilmung Das Geheimnis der falschen Braut. In der Folge arbeitete er mehrfach für Regisseur Claude Sautet, sowie unter anderem für Costa-Gavras, Volker Schlöndorff, Jean-Luc Godard, Roman Polański und Miloš Forman. 1988 war er für Claude Berris Literaturverfilmung Jean de Florette erstmals in der Kategorie Beste Maske für den BAFTA Film Award nominiert. 1991 war Eychenne für Jean-Paul Rappeneaus Historienfilm Cyrano von Bergerac zusammen mit Michèle Burke für den Oscar in der Kategorie Bestes Make-up und beste Frisuren nominiert, die Auszeichnung ging in diesem Jahr jedoch an Warren Beattys Comicverfilmung Dick Tracy. Im darauf folgenden Jahr gewann Eychenne hingegen den BAFTA Film Award für Cyrano von Bergerac.

## Filmografie (Auswahl)
- 1969: Das Geheimnis der falschen Braut (La Sirène du Mississipi)
- 1970: Die Dinge des Lebens (Les choses de la vie)
- 1971: Das Mädchen und der Kommissar (Max et les ferrailleurs)
- 1973: Die Abenteuer des Rabbi Jacob (Les Aventures de Rabbi Jacob)
- 1974: Der lange Blonde mit den roten Haaren (La moutarde me monte au nez)
- 1977: Violette und François (Violette & François)
- 1978: Die Strandflitzer (Les Bronzés)
- 1982: Die Spaziergängerin von Sans-Souci (La passante du Sans-Souci)
- 1986: Jean de Florette
- 1986: Piraten (Pirates)
- 1988: Chocolat – Verbotene Sehnsucht (Chocolat)
- 1990: Cyrano von Bergerac (Cyrano de Bergerac)
- 1994: Interview mit einem Vampir (Interview with the Vampire: The Vampire Chronicles)
- 1998: Der Barbier von Sibirien (Сибирский цирюльник)
- 2006: Bandidas
- 2008: Asterix bei den Olympischen Spielen (Astérix aux Jeux Olympiques)

## Auszeichnungen (Auswahl)
- 1991: Oscar-Nominierung in der Kategorie Bestes Make-up und beste Frisuren für Cyrano von Bergerac
- 1988: BAFTA-Film-Award-Nominierung  in der Kategorie Beste Maske für Jean de Florette
- 1992: BAFTA Film Award in der Kategorie Bestes Makeup für Cyrano von Bergerac